# Cornell Capa
Cornell Capa (n. 10 aprilie 1918, Budapesta, Austro-Ungaria – d. 23 mai 2008, New York City, New York, SUA) a fost un  fotograf maghiar-american, membru al Magnum Photos,  fratele mai mic al foto-jurnalistului și fotografului de război, Robert Capa. A absolvit Gimnaziul Imre Madách  din Budapesta, a intenționat inițial să studieze medicina, dar în schimb s-a alăturat fratelui său de la Paris să urmeze fotografia. Cornell a fost un tânăr ambițios, pasionat de fotografie care a fondat Centrul Internațional de Fotografie din New York în 1974 cu ajutorul lui Micha Bar-Am după un stagiu de lucru atât pentru revista Life cât și pentru Magnum Photos.

## Viața
Născut ca Kornél Friedmann în Budapesta, s-a mutat, la vârstă de 18 ani, la Paris pentru a lucra cu fratele său mai mare , Robert Capa, un foto-jurnalist. În 1937, Cornell Capa s-a mutat la New York pentru a lucra la revista Life . După ce a servit în US Air Force, în 1946 Capa a devenit fotograf oficial pentru revista Life. Printre multele fotografii de copertă realizate de Capa, sunt incluse și portrete ale unor personalități din televiziune Jack Paar, artista Grandma Moses, și Clark Gable.
În Mai 1954, fratele lui Robert Capa a fost ucis de o mină de teren, în timp ce servea ultimii ani în cadrul  Primul Război Indochinez.. Cornell Capa s-a alăturat agenției de fotografie Magnum Photos, co-fondată de Robert, în același an. Pentru Magnum, Cornell Capa a acoperit următoarele subiecte: Uniunea Sovietică, Israelul în Războiul de Șase Zile, și politicieni Americani.
Expozițiile sale au dus la aceptarea sa în cadrul  Centrului International de Fotografie din New York City, în 1974 . Capa a lucrat mulți ani ca director la Centrul Internațional de fotografie, din New-York. Cornell Capa a publicat mai multe fotoreportaje, inclusiv JFK pentru Președinte, o serie de fotografii  din campanie prezidențială din 1960 pe care a realizat-o când lucra la revista Life. Capa a scris, de asemenea, o carte în care a documentat primele 100 de zile ale președinției lui Kennedy, cu colegii fotografi la Magnum inclusiv Henri Cartier-Bresson și Elliott Erwitt.
Capa a murit în New York pe 23 mai 2008, din cauze naturale, la vârsta de 90 de ani.

## Lucrări
Muncă realizată de Capa este de multe ori considerată eclectică,de la surprinderea evenimentelor de scară mare până la gesturile mici de zi cu ziș de la Războiul de șase zile, până la gesturile mici de zi cu zi . Capa a scris, "Mi-a luat ceva timp să realizez că aparatul de fotografiat este un simplu instrument, capabil de multe utilizări, și în sfârșit am înțeles că, pentru mine, rolul său, puterea sa, și datoria sa  este să comenteze, să descrie, să provoace discuții, să trezească conștiința, să evoce simpatie, să pună în lumina reflectoarelor mizeria umană și bucuria care altfel ar fi trecut nevăzute, neînțelese și neobservate. Am fost interesat să fotografiez viața de zi cu zi a colegilor mei oameni și banalul spectacol oferit de lumea din jurul meu, și în încercarea de a distila din acestea frumusețea lor și tot ce este de interes permanent." 
În 1968 Capa a publicat o carte numită The Concerned Photographer.  După cum reiese din lucrarea sa, acest titlu rezumă demersul său spre  fotojurnalism. Printre multele evenimente și cauze Capa a documentat opresiunea Perón în Argentina și ulterior revoluția, Războiul de Șase Zile din Israel, situația  Bisericii Ortodoxe ruse sub conducerea Sovietică, și educație a copiilor cu retard mintal. de asemenea, el a manifestat un interes în politică și a documentat  campaniile prezidențiale ale lui Adlai Stevenson și John F. Kennedy, împreună cu primele o sută de zile de mandat ale acestuia.